# Ammoselinum
- Commons
- Wikispecies

Ammoselinum Torr. & A.Gray é um género botânico pertencente à família Apiaceae.
São endêmicas nas regiões temperadas da América do Norte e América do Sul.

## Espécies
- Ammoselinum butleri
- Ammoselinum giganteum
- Ammoselinum occidentale
- Ammoselinum popei
- Ammoselinum rosengurtii
- Ammoselinum rosengurttii